# Peremartoni Mihály
Peremartoni Mihály (egyik ismert nevén Sartoris) (? – Bécs, 1528. körül) orvos, egyetemi tanár.

## Életpályája
Születési helye és ideje nem ismert, halálának időpontja bizonytalan. A ferrarai egyetemen tanult és szerzett orvosi oklevelet. Az egyetemi papírok szerint magyarországi születésű, de nem bizonyított, hogy magyar nemzetiségű is lett volna.
Bécsben praktizált és az egyetem ún. „magyar natio” szakának prokurátora volt. Több ízben volt dékán és rektor is (első alkalommal 1505–1508 között).
Alkalmanként részt vett a politikai életben is. I. Ferdinánd osztrák főherceg 1526. szeptember 21-én Magyarországra küldte, hogy tájékozódjék Szapolyai János királlyá választásának körülményeiről, s október 14-én részt vett a hainburgi találkozón.